# Střelice (stacja kolejowa)
Střelice – stacja kolejowa w Střelicach, w kraju południowomorawskim, w Czechach. Znajduje się na wysokości 295 m n.p.m. Położona jest we wschodniej części miejscowości.
Jest zarządzana przez Správę železnic. Na stacji istnieje możliwość zakupu biletów i rezerwacji miejsc.

## Linie kolejowe
- 240 Brno - Jihlava
- 244 Brno - Hrušovany nad Jevišovkou